# Ignaucourt
Ignaucourt ist eine nordfranzösische Gemeinde mit 65 Einwohnern (Stand 1. Januar 2022) im Département Somme in der Region Hauts-de-France. Die Gemeinde liegt im Arrondissement Montdidier, ist Teil der Communauté de communes Avre Luce Noye und gehört zum Kanton Moreuil.

## Geographie
Die Gemeinde in der Landschaft Santerre liegt am südlichen (linken) Ufer der Luce an der Départementsstraße D76, rund 10 km nordöstlich von Moreuil.

## Geschichte
Die Gemeinde erhielt als Auszeichnung das Croix de guerre 1914–1918.

## Einwohner
| 1962 | 1968 | 1975 | 1982 | 1990 | 1999 | 2006 | 2010 |
| ---- | ---- | ---- | ---- | ---- | ---- | ---- | ---- |
| 82   | 79   | 81   | 64   | 63   | 82   | 77   | 91   |

## Verwaltung
Bürgermeister (maire) ist seit 2001 Alain Leclercq.	

## Sehenswürdigkeiten

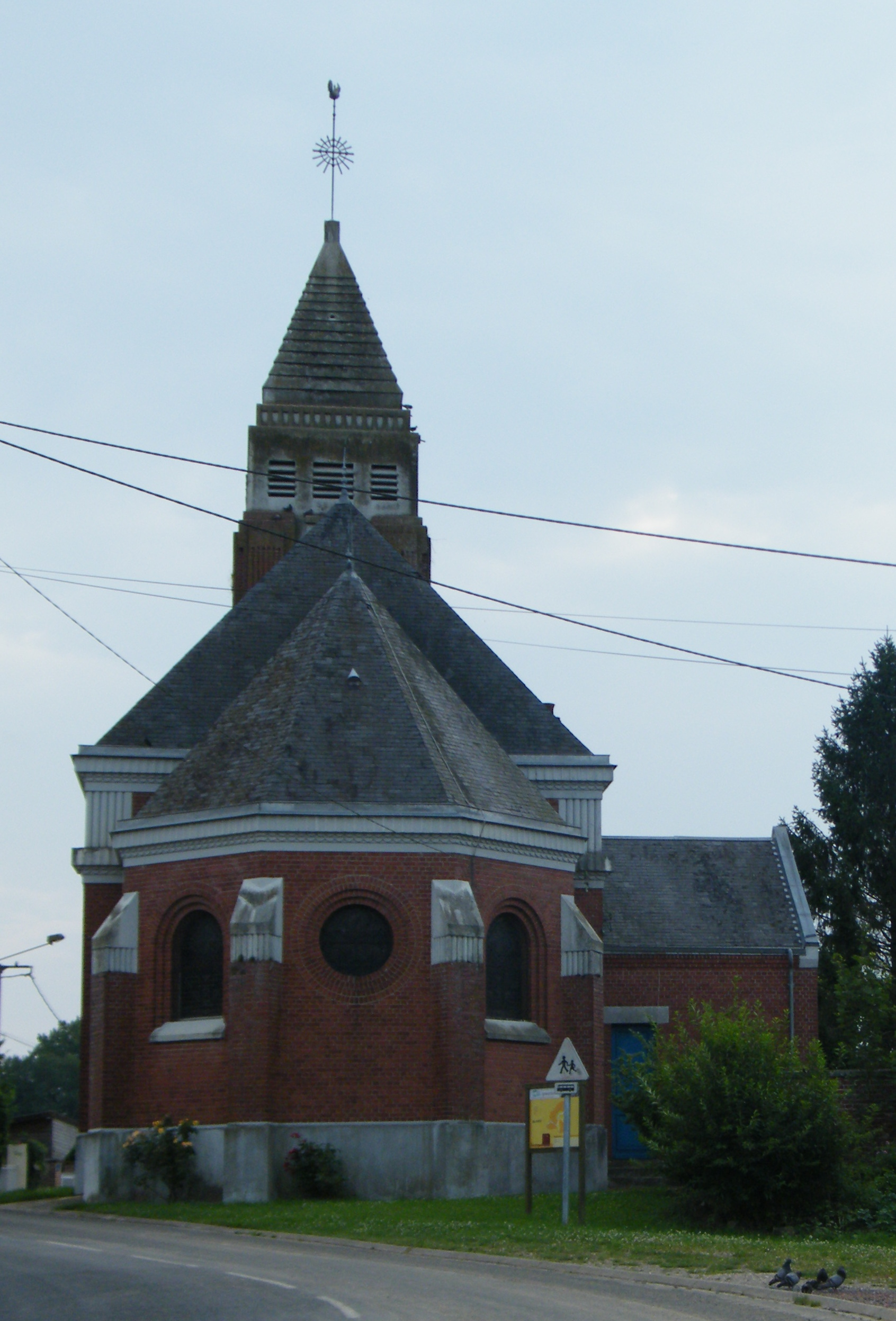
Kirche Saint-Quentin d'Ignaucourt

- Kirche Saint-Quentin
- Schloss

## Persönlichkeiten
- In Ignaucourt lebte der Comiczeichner Paul Gillon (1926–2011).